# Marquis Miami
Il Marquis Miami è un grattacielo di 47 piani situato a Miami, in Florida, Stati Uniti.

## Descrizione
Si trova nella parte nord-orientale del centro, sulla baia di Biscayne lungo il lato ovest di Biscayne Boulevard. 
Completato nel marzo 2008, è alto 207 m e ha 63 piani.
Attualmente l'edificio è il quinto più alto di Miami.
I piani 1-3 sono utilizzati da negozi e dall'hotel. 
I piani 5–14 sono utilizzati per parcheggi, unità alberghiere e servizi, mentre i piani 15–63 ospitano unità abitative.